# U997 (潜水艦)
U-997はドイツ海軍がかつて運用したUボートVIIC型潜水艦。1942年12月7日にハンブルクのブローム・ウント・フォス社にて起工され、1943年9月23日にハンス・レーマン（Hans Lehmann）中尉指揮下で就役した。

## パッシブ・ソナー
U-997はパッシブ・ソナー「バルコンゲレート」を装備した10隻のVIIC型潜水艦のうちの1隻であった。バルコンゲレートはU-997の他にU-682、U-788、U-799、U-1021、U-1105、U-1172、U-1306、U-1307、U-1308に装備され、UボートXXI型とUボートXXIII型では標準装備となっていたが、いくつかのUボートIX型と1隻のUボートX型にも装備されていた。
バルコンゲレートは集合型聴音装置（Gruppenhorchgerät、GHG）の改良型であり、GHGでは24台の聴音装置を使用していたが、バルコンゲレートは48台の聴音装置を使用するように変更し、より正確な探査を可能とした。

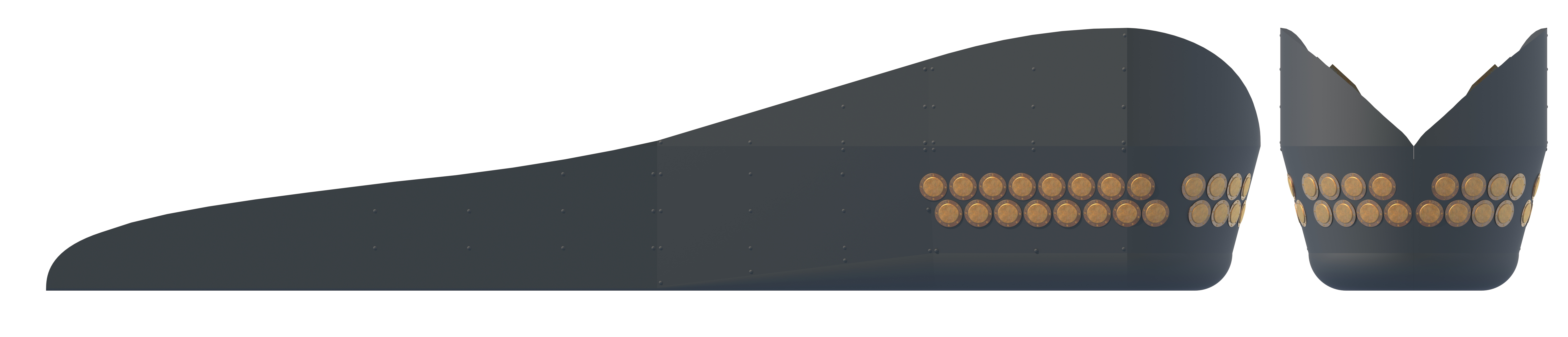
VIIC型に設置されたバルコンゲレートの外観

## 艦歴

### 所属部隊
- 1943年9月23日から1944年4月30日まで  第5潜水隊群（訓練艦）
- 1944年5月1日から1944年5月31日まで  第9潜水隊群（戦闘艦）
- 1944年6月1日から1945年3月1日まで  第13潜水隊群（戦闘艦）
- 1945年3月1日から1945年5月8日まで  第14潜水隊群（戦闘艦）

### 艦長
- 1943年9月23日から1945年5月9日まで  ハンス・レーマン中尉

### 運用
- 戦闘哨戒7回

### ウルフパック
U-997は以下の7つのウルフパックに参加した。
- グリム (1944年5月31日から1944年6月6日)
- Trutz (1944年8月17日から1944年9月1日)
- グリム (1944年9月13日から1944年10月1日)
- Regensschirm (1944年10月14日から1944年10月16日)
- パンサー (1944年10月16日から1944年11月8日)
- スティエ (1944年11月21日から1944年12月25日)
- ハーゲン (1945年3月15日から1945年3月21日)

### 沈没
U-997は1945年12月13日にデッドライト作戦の航空攻撃により沈没した。

## 戦果一覧
| 日付          | 船名           | 所属             | トン数 | 結果 |
| ------------- | -------------- | ---------------- | ------ | ---- |
| 1944年12月7日 | BO-229         | ソビエト連邦海軍 | 105    | 沈没 |
| 1945年4月22日 | イデフィヨルド | ノルウェー       | 4,287  | 損傷 |
| 1945年4月22日 | オネガ         | ソビエト連邦     | 1,603  | 沈没 |